# Symmoca attalica
Symmoca attalica is een vlinder uit de familie dominomotten (Autostichidae). De wetenschappelijke naam is voor het eerst geldig gepubliceerd in 1957 door Gozmany.
Deze vlinder komt voor in Europa.